# Rivière Châteauguay (Nord-du-Québec)
Pour les articles homonymes, voir Châteauguay (homonymie).
La rivière Châteauguay est un affluent de la rivière Caniapiscau dont le courant se déverse successivement dans la rivière Koksoak, puis dans la baie d'Ungava. La rivière Châteauguay coule vers le nord-est dans le territoire non organisé de la rivière-Koksoak, dans le Nunavik, dans la région administrative du Nord-du-Québec, au Québec, au Canada.

## Géographie
Les bassins versants voisins de la rivière Châteauguay sont :
- côté nord : rivière aux Mélèzes, rivière Forbes ;
- côté est : rivière Caniapiscau ;
- côté sud : rivière Pons ;
- côté ouest : rivière Aigneau, rivière Delay.

La rivière Châteauguay comporte trois branches principales :
- celle du nord : drainant plusieurs lacs dont les lacs Connelly et Senat ;
- celle du sud-ouest (la principale) : drainant plusieurs lacs dont les lacs Garault, Loudin et Châteauguay ;
- celle du sud : drainant plusieurs lacs dont les lacs Gerzine, Angilbert et De Nouë.

Le lac Loudin (altitude : 382 m) s'avère le plan d'eau de tête de la rivière Chateauguay ; sur son versant ouest, il reçoit les décharges de dizaines de petits plans d'eau environnants qui sont à l'est de la ligne de partage des eaux avec la rivière Delay. À partir de l'embouchure (situé du côté nord) du lac Loudin, la rivière Châteauguay s'écoule sur 11,5 km vers le nord, pour rejoindre la rive sud-ouest du lac Châteauguay (longueur : 15,2 km ; altitude : 335 m), que le courant traverse sur 10,4 km vers le nord-est, jusqu'à la rive est du lac. Le lac Châteauguay constitue le principal plan d'eau de tête de la rivière et comporte une longue baie de 8,1 km, du côté nord ; la rive nord de cette baie est connecté à la décharge du lac voisin (altitude : 344 m), situé du côté ouest.
À partir de l'embouchure du lac Châteauguay, la rivière Châteauguay coule vers le nord-est sur 35,0 km jusqu'à l'embouchure de la rivière Giraud, venant du sud et qui constitue la décharge du lac Nouë. Puis la rivière coule sur 28,1 km vers l'est jusqu'à la rive ouest de la rivière Caniapiscau en recueillant à 9,6 km avant son embouchure les eaux de la décharge (venant du nord) du lac Sénat, puis en faisant une double boucle vers le nord.
Son embouchure se déverse à la hauteur du lac Archer (situé sur la rive est de la rivière Caniapiscau) et au nord du lac Cambrien (formé par un élargissement de la rivière Caniapiscau). Cette dernière coule vers le nord jusqu'à sa confluence avec la rivière aux Mélèzes, où débute la rivière Koksoak qui amène les eaux jusqu'au littoral ouest de la baie d'Ungava.

## Toponymie
Le toponyme du lac Châteauguay et de son émissaire du même nom sont interreliés. Ce duo toponymique est homonyme au même duo toponymique caractérisant le lac et la rivière Châteauguay laquelle coule dans l'état de New-York et au sud-ouest du Québec.
La rivière Châteauguay comporte une variante toponymique autochtone : "Asischistikw".
Le toponyme rivière Châteauguay a été officialisé le 5 décembre 1968 par la Commission de toponymie du Québec.